# Аркея колумбійська
Арке́я колумбійська (Bangsia melanochlamys) — вид горобцеподібних птахів родини саякових (Thraupidae). Ендемік Колумбії.

## Опис
Довжина птаха становить 16 см, вага 35-44,5 г. Забарвлення переважно чорне, груди, живіт і гузка жовті, покривні пера крил сині.

## Поширення і екологія
Колумбійські аркеї мешкають в двох гірських районах на заході Колумбії. Перший знаходиться на північних і західних схилах Центрального хребта Колумбійських Анд в Антіокії; вид не спостерігався в цьому районі з 1948 по 1999 рік, коли він був повторно відкритий на захід від річки Нечі. Другий район знаходиться на західних схилах Західного Хребта Анд, в департаментах Чоко, Рисаральда і Вальє-дель-Каука. Колумбійські аркеї живуть у вологих гірських і хмарних тропічних лісах Анд. Зустрічаються поодинці і парами, на висоті від 1000 до 2285 м над рівнем моря, переважно на висоті від 1400 до 1750 м над рівнем моря. Часто приєднуються до змішаних зграй птахів. Живляться переважно плодами, а також насінням і комахами. 

## Збереження
МСОП класифікує цей вид як вразливий. За оцінками дослідників, популяція колумбійських аркей становить від 600 до 1700 птахів. Їм загрожує знищення природного середовища.